# (52505) 1996 FD4
1996 أف دي 4 (ويعرف أيضًا باسم (52505) 1996 أف دي 4 وفق تسمية الكوكب الصغير) (بالإنجليزية: 1996 FD4)‏ هو كويكب ضمن حزام الكويكبات؛ وترتيبه 52505 من حيث الاكتشاف.
اكتُشف هذا الجُرم الفلكي بواسطة Maui Space Surveillance Complex ‏ في 22 مارس 1996.

## وصلات خارجية
- (52505) 1996 FD4 في قاعدة بيانات مختبر الدفع النفاث لأجرام النظام الشمسي الصغيرة

- الاكتشاف · مخطط المدار ·  العناصر المدارية · المعلمات المادية

- (52505) 1996 FD4 على موقع ويكي سكاي: DSS2, SDSS, GALEX, IRAS, Hydrogen α, X-Ray, Astrophoto, Sky Map, Articles and images